# Kvašov
Kvašov es un municipio del distrito de Púchov en la región de Trenčín, Eslovaquia, con una población estimada a final del año 2024 de 636 habitantes.
Se encuentra ubicado al noreste de la región, cerca del río Váh (cuenca hidrográfica del Danubio) y de la frontera con la República Checa y la región de Žilina.

## Demografía
| Año        | 1994 | 2004    | 2014    | 2024    |
| ---------- | ---- | ------- | ------- | ------- |
| Población  | 683  | 658     | 661     | 636     |
| Diferencia |      | −3,66 % | +0,45 % | −3,78 % |

| Año        | 2023 | 2024    |
| ---------- | ---- | ------- |
| Población  | 643  | 636     |
| Diferencia |      | −1,08 % |